# Rhynchomyzon
Rhynchomyzon är ett släkte av kräftdjur som beskrevs av Giesbrecht 1895. Rhynchomyzon ingår i familjen Asterocheridae.
Kladogram enligt Dyntaxa:
| Rhynchomyzon | \| \| Rhynchomyzon falco \| \| \| \| \| \| Rhynchomyzon rubrovittatum \| \| \| \| |
|              | \| \| Rhynchomyzon falco \| \| \| \| \| \| Rhynchomyzon rubrovittatum \| \| \| \| |
|              | Acontiophorus                                                                     |
|              |                                                                                   |
|              | Asterocheres                                                                      |
|              |                                                                                   |
|              | Collocheres                                                                       |
|              |                                                                                   |
|              | Dermatomyzon                                                                      |
|              |                                                                                   |
|              | Scottocheres                                                                      |
|              |                                                                                   |
|              | Scottomyzon                                                                       |
|              |                                                                                   |
|              | Rhynchomyzon falco                                                                |
|              |                                                                                   |
|              | Rhynchomyzon rubrovittatum                                                        |
|              |                                                                                   |

|  | Rhynchomyzon falco         |
|  |                            |
|  | Rhynchomyzon rubrovittatum |
|  |                            |